# Маяк (Иркутская область)
Маяк — посёлок в Баяндаевском районе Иркутской области России. Входит в состав Половинского муниципального образования. Находится примерно в 11 км к северо-востоку от районного центра.

## Население
| 2002 | 2010 | 2011 | 2012 |
| ---- | ---- | ---- | ---- |
| 56   | ↗57  | →57  | ↘54  |

По данным Всероссийской переписи, в 2010 году в посёлке проживало 57 человек (29 мужчин и 28 женщин).